# Чумацкий переулок (Киев)
Чумацкий переулок (укр. Чумацький провулок) — переулок в Голосеевском районе города Киева, местность Добрый Путь. Пролегает от улицы Олега Кошевого до конца застройки (вблизи улицы Циолковского).
Приобщаются улицы Райгородськая, Чумацкая, Листопадная, Цимбалов Яр и Ингульский переулок.

## История
Переулок возник в середине XX века, имел название Новая улица. С 1955 по 2022 год имел название Уральский переулок.
Современное название - с 2022 года, происходит от слова чумачество.